# 二氧化钒
二氧化钒是一种无机化合物，化学式为VO2，是深蓝色的固体。二氧化钒是两性氧化物，溶于非氧化性酸，形成蓝色的钒酰离子VO2+，溶于碱形成棕色的[V4O9]2−，在高pH下形成[VO4]4−。VO2的相变温度较低，约66 °C，电阻率、不透明度会在相变时发生改变。基于这些特性，VO2已广泛用于表面图层、传感器和成像等方面，以及在存储设备中也有着潜在应用。

## 制备
二氧化钒的传统制备方法是利用三氧化二钒和五氧化二钒的归中反应：
V2O5 + V2O3 → 4 VO2
K3VO4和KBH4在溶液中发生还原反应，可以得到VO2悬浊液，洗涤、干燥可得VO2粉末，将粉末在真空中进行热处理，得到VO2的纳米颗粒。
五氧化二钒和碳按化学计量比反应，可以制得二氧化钒。该反应分为两个阶段，第一阶段发生在674°C左右，反应生成V6O13，第二阶段发生在710°C左右，得到VO2。总反应式如下：
2 V2O5 + C → 4 VO2 + CO2↑
此外，还原五氧化二钒至二氧化钒的还原剂还有一氧化碳、氢气、二氧化硫和草酸。
向含有VO2+（如VOSO4）的溶液中加入适量碱可以沉淀出水合物VO2·xH2O。

## 性质
VO2是两性氧化物，可溶于非氧化性酸或碱。溶解在酸中得到蓝色的VO2+离子，但在空气中变绿。VO2在空气中加热，或者和硝酸反应，会得到V2O5。

## 拓展阅读
- 何山, 韦柳娅, 傅群 等. 二氧化钒和三氧化二钒研究进展. 无机化学学报, 2003, 19(2):113-118.
- 刘向, 崔敬忠, 梁耀廷 等. 掺钨二氧化钒薄膜的制备与分析. 真空与低温, 2004, 10(2):85-88.